# آنا إيبس
آنا إيبس (بالإنجليزية: Anna Epps)‏ هي عالمة أحياء دقيقة أمريكية، ولدت في 1930 في نيو أورلينز في الولايات المتحدة.